# Gama TV
Gamavisión é uma rede de televisão aberta do Equador que foi fundada em 18 de abril de 1977. Atualmente é uma das maiores emissoras equatorianas e classificado pela revista Vistazo como a quinta figura pública de maior influência do país.